# Limerick (Ontario)
Limerick es un municipio canadiense situado en la provincia de Ontario.

## Superficie
Limerick tiene una superficie de 201,04 km².

## Demografía
En 2021, tenía 436 habitantes, una densidad poblacional de 2,2 hab./km², y 533 viviendas.